# Giuseppe Urbani
Giuseppe Urbani (Roma, 30 dicembre 1928 – Roma, 11 dicembre 2007) è stato un danzatore, coreografo e maestro di danza italiano.

## Biografia
Allievo delle sorelle Placida e Teresa Battaggi alla scuola di ballo del reale Teatro dell'Opera di Roma, entra nella relativa compagnia nel 1946 e ne diviene Primo Ballerino nel 1948.
Insieme alla sorella Leonilde in arte Kiki Urbani, nota interprete del teatro di rivista del secondo dopoguerra, fonda la compagnia Nuovo Balletto nel 1953.
Su invito di Tat'jana Gsovskij, tre anni più tardi, si trasferisce in Germania per proseguire la carriera di danzatore e di coreografo presso il Berliner Ballett ed il Balletto di Colonia.
Qui è interprete per Aurel Milloss (si ricordi il balletto Gezeiten, del 1960).
Nel 1962 è nominato Maître de Ballet dell'Opera di Bonn.
Nel 1969 torna in Italia in qualità di responsabile del ballo del Teatro Comunale di Firenze, ed estende l'attività creativa ad altre sedi liriche come la Scala di Milano, l'Opera di Roma, l'Arena di Verona, il Teatro Regio di Torino ed il Teatro Comunale di Bologna dove per un triennio è coreografo residente.
Sempre nel 1969 il critico Alberto Testa gli conferisce il Premio Positano Léonide Massine alla prima edizione .
La sua produzione predilige l'astrazione e spesso interpreta partiture contemporanee : tra i titoli, Ode per i morti delle guerre su musica di Milhaud (1971) e Convergenze su musica di Ligeti (1974).
Nel 1985 fonda la compagnia Balletto80 assieme a Ugo Dell'Ara e Giancarlo Vantaggio, e negli anni successivi svolge attività didattica nella capitale.